# Ariel Atom
Ariel Atom — автомобиль, производимый компанией Ariel Motor Company в графстве Сомерсет в Англии, а также по лицензии компанией TMI Autotech в США. Всего выпускалось четыре модели: Ariel Atom, Ariel Atom 2, Ariel Atom 3 и Ariel Atom 4.
Автомобиль выполнен на основе экзоскелета — у него отсутствуют окна, двери, крыша — и по виду «Атом» похож на болид «Формулы-1»: отсутствие колесных арок, вытянутый перед. Автомобиль поставляется с рядом двигателей и самая мощная модификация оснащена двигателем Honda Civic Type R K20Z3 supercharged. Также есть двигатель GM Ecotec engine. С этими двигателями Atom может развивать ускорение, превышающее способности более дорогих суперкаров.

## История создания
Atom был начат как проект студента Университета Ковентри Ники Смарта. Первоначально Atom носил название LSC (Lightweight Sports Car в переводе с англ. — «лёгкий спортивный автомобиль»). Впервые Atom был представлен широкой публике в октябре 1996 года на выставке Британского Международного Автосалона в Бирмингеме.

## Поколения и модификации

### Ariel Atom 1
Первый Atom прибыл как раз к новому тысячелетию. Автомобиль оснащался пятиступенчатой МКПП,  1.8 литровым двигателем Ровер серии К мощностью 113 л.с. при 5000 об.мин, и крутящим моментом 145 Nm при 3000 об.мин.
- разгон до 100 км/ч: 5.5 секунды[2];
- Максимальная скорость: 209 км/ч[3]
- Мощность: 113 л.с. при 5000 об/мин.[3];
- Крутящий момент: 145 Nm при 3000 об/мин.[3];
- Вес: 456 кг [3];
- Коробка передач: механика, 5-ступенчатая с задним ходом[3];
- Двигатель: Rover series K, 1.6 литра, рядные 4 цилиндра[3].

### Ariel Atom 2
Производство начато в 2003 году. Новый Atom имел новый двигатель от Honda (K20C), который дополнительно мог оснащаться нагнетателем. Двигатели Хонды оснащались системой i-VTEC, этот двигатель - не исключение. Имел 223 л.с. при 8300 об/мин., и 197 Nm крутящего момента при 6100 об/мин. (в версии без нагнетателя)() и 304 л.с. при 8200 об/мин., и 259 Nm крутящего момента при 7150 об/мин.() Автомобиль имел шестиступенчатую механическую КПП.
- разгон до 100 км/ч: 4.4 секунды[5];
- Максимальная скорость: 249 км/ч[4];
- Мощность: 223/304 л.с. (без нагнетателя/с нагнетателем) при 8200 об/мин.[4];
- Крутящий момент: 197/259 Nm при 6100/7150 об/мин[4];
- Вес: 456 кг[4];
- Коробка передач: механика, 6-ступенчатая с задним ходом[4];
- Двигатель: Honda K20C, 2.0 литра, рядные 4 цилиндра, i-VTEC, возможна установка нагнетателя[4].

### Ariel Atom 3
Третий Atom появился в 2007 году, сохранив двигатель Honda с нагнетателем от Atom 2.

### Ariel Atom 500
В феврале 2008 года Ariel представил очередную модификацию — Atom 500 (также известен, как Ariel Atom V8 500). Она оснащена 3-литровым 8-цилиндровым двигателем мощностью 500 лошадиных сил. Также у неё множество деталей, выполненных из композитных материалов. Двигатель весит всего 90 килограммов и оснащается шестиступенчатой секвентальной коробкой передач. Соотношение массы автомобиля к мощности данного двигателя таково, что удельная мощность составляет 909 л. с. на тонну. Производство модификации было ограничено 25 единицами — каждый владелец получил памятную табличку и уникальный, индивидуально настроенный экземпляр в подтверждение своей эксклюзивности.
В январе 2011 года Ariel Atom V8 500 установил рекорд среди серийных автомобилей на трассе Top Gear, показав время 1:15.1.
Рекорд сохранялся более двух лет, пока 27 января 2013 года не был побит автомобилем Pagani Huayra, продемонстрировавшим время 1:13.8.

### Ariel Atom 3.5
Модификация была представлена в октябре 2012 года. Получила новые технические доработки улучшающие показатели модели.

### Ariel Atom 3.5R
Модификация 3.5R была представлена в мае 2014 года. Название модификации получила в названии приставку R. Она имела 355 л. с. с двигателем Honda с нагнетателем объемом 1998 см², который разгоняет 550-килограммовый автомобиль до 100 км/ч за 2,6 секунды и до максимальной скорости 249,45 км/ч.

### Ariel Atom 3.5R PL
В июне 2014 года 3.5R PL был предоставлен полиции Эйвона и Сомерсета для поддержки местной инициативы по безопасности мотоциклов. Он имеет специальное полицейское освещение и полицейскую ливрею.

### Ariel Atom 3S
В октябре 2014 года TMI AutoTech, Inc. объявила о выходе на рынок США совершенно нового Atom — 3S. Эта модернизация Ariel Atom 3 с нагнетателем обладает мощностью 370 л. с. и более 407 Нм крутящего момента, разгоняя автомобиль до 100 км/ч менее чем за 2,9 секунды.
Оснащенный полностью новой регулируемой системой контроля тяги в кабине, регулируемыми амортизаторами JRi и возможностью выбора из трех трансмиссий (включая новую 6-ступенчатую секвентальную коробку передач SADEV с подрулевыми лепестками), каждый Ariel Atom 3S вручную собран TMI AutoTech на собственном заводе, находящемся на Национальном треке Вирджинии.

### Ariel Atom 4
Ariel Atom 4 был представлен на Фестивале скорости в Гудвуде в июле 2018 года. Он оснащен новейшим турбомотором K20C от Honda мощностью 320 л. с. в стандартной комплектации, новым шасси, подвеской, тормозами, переработанным рулевым управлением и кузовом со значительными аэродинамическими улучшениями, новые сиденья и приборы, а также множество улучшений и изменений дизайна.

### Wrightspeed X1
Ariel Atom неофициально использовался Wrightspeed в качестве основы для электрического прототипа под названием Wrightspeed X1